# Alexandr Stěšenko
Alexandr Stěšenko (rusky Александр Стешенко) nebo Aljaksandr Scjašenka (bělorusky Аляксандр Сцяшэнка), (* 30. říjen 1986 Minsk, Sovětský svaz) je reprezentant Běloruska v judu.

## Sportovní kariéra
Judu se věnuje v Minsku pod vedením Sergeje Skomarovského. V polostřední váze nahrazoval v běloruské reprezentaci v roce 2010 končícího Sergeje Šundikova. Jeho premiéra na velké akci skončila nad očekávání. V dalších letech však doplácel na různá zranění a především neshody v běloruském judistickém svazu. Výsledkem bylo nedostatek bodů pro kvalifikaci na olympijské hry v Londýně v roce 2012. Patří k předním evropským polostředním vahám, jeho dominantní technikou je ippon seoi-nage v sambo variantě.

## Výsledky
| Mistrovství světa  |     | —  |   | —  |    | — | úč. | úč. |     | úč. | úč. |  |  |  |  |  |  |  |  |  |  |  |  |  |  |
| Mistrovství Evropy | —   | —  | — | —  | —  | — | 2.  | úč. | úč. | —   | 5.  |  |  |  |  |  |  |  |  |  |  |  |  |  |  |
| ME do 23 let       | —   | —  | — | 3. | 1. |   |     |     |     |     |     |  |  |  |  |  |  |  |  |  |  |  |  |  |  |
| ME juniorů         | úč. | 3. |   |    |    |   |     |     |     |     |     |  |  |  |  |  |  |  |  |  |  |  |  |  |  |